# Liste der tschechischen Supercup-Spiele
Diese Liste führt alle offiziellen Spiele um den Tschechischen Fußball-Supercup mit kompletter Statistik seit seiner Einführung 2010 auf.

## Supercup 2010
Der Tschechische Supercup 2010 war die 1. offizielle, unter Obhut des tschechischen Fußballverbands ausgetragene Auflage dieses Wettbewerbes und wurde vom Tschechischen Meister der Saison 2009/10, Sparta Prag gewonnen. Er schlug am 8. Juli 2010 in der Generali Arena den Pokalsieger Viktoria Pilsen mit 1:0.

### Spielstatistik
| Paarung         | Sparta Prag – Viktoria Pilsen |
| Ergebnis        | 1:0 (0:0) |
| Datum           | 8. Juli 2010 |
| Stadion         | Generali Arena, Prag |
| Zuschauer       | 2.920 |
| Tore            | 1:0 Libor Sionko (78.) |
| Sparta Prag     | Jaromír Blažek – Jiří Kladrubský, Erich Brabec, Tomáš Řepka, Manuel Pamić – Libor Sionko, Marek Matějovský, Niklas Hoheneder, Kamil Vacek (46. Lukáš Hejda) – Igor Žofčák (90. Václav Kadlec), Léonard Kweuke (82. Miloš Lačný) Cheftrainer: Jozef Chovanec        |
| Viktoria Pilsen | Lukáš Krbeček – František Rajtoral, Jakub Navrátil, František Ševinský, David Limberský – Milan Petržela, Pavel Horváth, Tomáš Rada (82. Dmitri Tatanašvili), Daniel Kolář (67. Petr Jiráček) – Jan Rezek, Marek Bakoš (89. David Vaněček) Cheftrainer: Pavel Vrba |
| Gelbe Karten    | keine – Pavel Horváth |
| Platzverweise   | Tomáš Řepka (29.) – František Rajtoral (88.) |

## Supercup 2011
Der Tschechische Supercup 2011 war die 2. offizielle, unter Obhut des tschechischen Fußballverbands ausgetragene Auflage dieses Wettbewerbes und wurde vom Tschechischen Meister der Saison 2010/11, Viktoria Pilsen gewonnen. Er schlug am 22. Juli 2011 im Stadion města Plzně den Pokalsieger FK Mladá Boleslav mit 4:2 im Elfmeterschießen.

### Spielstatistik
| Paarung           | Viktoria Pilsen – FK Mladá Boleslav |
| Ergebnis          | 1:1 n. V. (1:1, 0:1), 4:2 i. E. |
| Datum             | 22. Juli 2011 |
| Stadion           | Stadion města Plzně, Pilsen |
| Zuschauer         | 3.401 |
| Tore              | 0:1 Ivo Táborský (35., Foulelfmeter) 1:1 Jakub Hora (84.) Elfmeterschießen: 1:0 Michal Ďuriš 1:1 Jakub Řezníček 1:1 Martin Fillo 1:2 Ondřej Kúdela 2:2 Daniel Kolář 2:2 Vytváření Wojnar 3:2 Vladimír Darida 3:2 Vytváření Štohanzl 4:2 Jakub Hora                   |
| Viktoria Pilsen   | Michal Daněk – František Ševinský, Marián Čišovský (46. Petr Jiráček), Miloš Brezinský, David Limberský (46. František Rajtoral) – Martin Fillo, Michal Ďuriš, Vladimír Darida, Michael Krmenčík (66. Daniel Kolář), Petr Trapp – Jakub Hora Cheftrainer: Pavel Vrba |
| FK Mladá Boleslav | Miroslav Miller – Jan Kysela, Adrian Rolko, Aleš Neuwirth, Radek Šírl – Lukáš Opiela (90. Vytváření Wojnar), Václav Procházka, Ondřej Kúdela – Jan Chramosta, Marek Kulič (67. Vytváření Štohanzl), Ivo Táborský (85. Jakub Řezníček) Cheftrainer: Miroslav Koubek   |
| Gelbe Karten      | Petr Trapp – Lukáš Opiela, Václav Procházka, Jan Kysela |

## Supercup 2012
Der Tschechische Supercup 2012 war die 3. offizielle, unter Obhut des tschechischen Fußballverbands ausgetragene Auflage dieses Wettbewerbes und wurde vom Tschechischen Pokalsieger der Saison 2011/12, SK Sigma Olomouc gewonnen. Er schlug am 20. Juli 2012 im Stadion u Nisy den Tschechischen Meister FK Slovan Liberec mit 2:0.

### Spielstatistik
| Paarung          | Slovan Liberec – SK Sigma Olomouc |
| Ergebnis         | 0:2 (0:2) |
| Datum            | 20. Juli 2012 |
| Stadion          | Stadion u Nisy, Liberec |
| Zuschauer        | 2.877 |
| Schiedsrichter   | Richard Trutz |
| Tore             | 0:1 Martin Doležal (24.) 0:2 Michal Ordoš (27., Foulelfmeter) |
| Slovan Liberec   | David Bičík – Ondřej Kušnír, Martin Tóth, Renáto Kelić, Jiří Fleišman – Josef Šural, Lukáš Vácha, Jiří Štajner (81. Jevgen Morozenko), Artem Butenin (46. Miloš Bosančić) – Michal Breznaník, Dzon Delarge (66. Zbyněk Musiol) Cheftrainer: Jaroslav Šilhavý         |
| SK Sigma Olomouc | Zdeněk Zlámal – Tomáš Janotka, Igor Golban, Aleš Škerle – Michal Vepřek, Tomáš Hořava, Michal Ordoš, Daniel Silva Rossi – Jan Schulmeister (86. Martin Šindelář), Jan Navrátil (69. Michal Hubník), Martin Doležal (71. Martin Pospíšil) Cheftrainer: Roman Pivarník |
| Gelbe Karten     | Jiří Fleišman (26.), Artem Butenin (38.), Ondřej Kušnír (55.) – Aleš Škerle (29.), Tomáš Hořava (30.) |

## Supercup 2013
Der Tschechische Supercup 2013 war die 4. offizielle, unter Obhut des tschechischen Fußballverbands ausgetragene Auflage dieses Wettbewerbes und wurde vom Tschechischen Pokalsieger der Saison 2012/13, dem FK BAUMIT Jablonec gewonnen. Er schlug am 12. Juli 2013 im Stadion města Plzně den Tschechischen Meister FK Slovan Liberec mit 2:0.

### Spielstatistik
| Paarung            | Viktoria Pilsen – FK BAUMIT Jablonec |
| Ergebnis           | 2:3 (1:0) |
| Datum              | 12. Juli 2013 |
| Stadion            | Stadion města Plzně, Pilsen |
| Zuschauer          | 4.516 |
| Schiedsrichter     | M. Zelinka |
| Tore               | 1:0 Tomáš Wágner (6.) 1:1 Vít Beneš (57.) 1:2 Michal Hubník (63.) 1:3 Jan Kopic (90.+4') 2:3 Tomáš Wágner (90.+5')                                                                     |
| Viktoria Pilsen    | Roman Pavlík – Radim Řezník, Lukáš Hejda, Marián Čišovský, Jan Kovařík – Marek Hanousek, Daniel Kolář, Milan Petržela, Tomáš Hořava, Jakub Hora – Tomáš Wágner Cheftrainer: Pavel Vrba |
| FK BAUMIT Jablonec | Michal Špit – Daniel Silva Rossi, Vít Beneš, Pavel Eliáš, Filip Novák – Karel Piták, Ondřej Vaněk, Jan Vošahlík, Luboš Loučka, Tomáš Čížek – Michal Hubník Cheftrainer: Roman Skuhravý |
| Gelbe Karten       | Jan Kovařík (66.), Václav Procházka (70.), Vladimír Darida (80.), Radim Řezník (83.) – Karel Piták (54.), Luboš Loučka (76.)                                                           |

## Supercup 2014
Der Tschechische Supercup 2014 war die 5. offizielle, unter Obhut des tschechischen Fußballverbands ausgetragene Auflage dieses Wettbewerbes und wurde vom Tschechischen Meister der Saison 2013/14, Sparta Prag gewonnen. Er schlug am 18. Juli 2014 in der Generali Arena den Tschechischen Pokalsieger Viktoria Pilsen mit 3:0.

### Spielstatistik
| Paarung         | Sparta Prag – Viktoria Pilsen |
| Ergebnis        | 3:0 (2:0) |
| Datum           | 18. Juli 2014 |
| Stadion         | Generali Arena, Prag |
| Zuschauer       | 5.493 |
| Schiedsrichter  | Michal Paták |
| Tore            | 1:0 David Lafata (10.) 2:0 Ladislav Krejčí (33.) 3:0 Michal Breznaník (90.+1') |
| Sparta Prag     | David Bičík – Pavel Kadeřábek, Ondřej Švejdík, Mario Holek, Costa Nhamoinesu – Lukáš Vácha, Marek Matějovský (73. Lukáš Mareček), Tomáš Přikryl, Bořek Dočkal, Ladislav Krejčí (58. Michal Breznaník) – David Lafata (86. Martin Nešpor) Cheftrainer: Vítězslav Lavička  |
| Viktoria Pilsen | Matúš Kozáčik – František Rajtoral, Lukáš Hejda, Václav Procházka, David Limberský – Patrik Hrošovský, Pavel Horváth, Daniel Kolář (65. Marek Bakoš), Milan Petržela, Jan Kovařík (46. Václav Pilař (79. Tomáš Hořava)) – Stanislav Tecl Cheftrainer: Dušan Uhrin junior |
| Gelbe Karten    | Costa Nhamoinesu (5.), David Lafata (24.), Mario Holek (78.), Lukáš Vácha (84.) – Václav Procházka (19.), Lukáš Hejda (21.), Pavel Horváth (45.), Václav Pilař (48.), František Rajtoral (71.)                                                                           |

## Supercup 2015
Der Tschechische Supercup 2015 war die 6. offizielle, unter Obhut des tschechischen Fußballverbands ausgetragene Auflage dieses Wettbewerbes und wurde vom Tschechischen Meister der Saison 2014/15, Viktoria Pilsen gewonnen. Er schlug am 18. Juli 2015 in der Doosan Arena den Tschechischen Pokalsieger Slovan Liberec mit 1:0.

### Spielstatistik
| Paarung         | Viktoria Pilsen – Slovan Liberec |
| Ergebnis        | 2:1 (2:0) |
| Datum           | 18. Juli 2015 |
| Stadion         | Doosan Arena, Pilsen |
| Zuschauer       | 8.116 |
| Schiedsrichter  | Pavel Královec |
| Tore            | 1:0 Tomáš Hořava (26.) 2:0 Daniel Kolář (32.) 2:1 Lukáš Bartošák (52.) |
| Viktoria Pilsen | Matúš Kozáčik – František Rajtoral, Roman Hubník, Václav Procházka, David Limberský – Jan Kopic (68. Milan Petržela), Tomáš Hořava, Daniel Kolář (90. Ondřej Vaněk), Patrik Hrošovský, Jan Kovařík – Jan Holenda (66. Ajdin Mahmutović) Cheftrainer: Miroslav Koubek |
| Slovan Liberec  | Lukáš Hroššo – Jan Mudra (82. Vladimír Coufal), Ondřej Švejdík, Lukáš Pokorný, Jiří Fleišman – Josef Šural, Lukáš Bartošák (87. Vojtěch Hadaščok), Zdeněk Folprecht, David Pavelka, Dzon Delarge – Marek Bakoš (77. Martin Sus) Cheftrainer: Jindřich Trpišovský     |
| Gelbe Karten    | Roman Hubník (66.) – Lukáš Pokorný (72.), Ondřej Švejdík (74.) |